# Svatý Jan pod Skalou

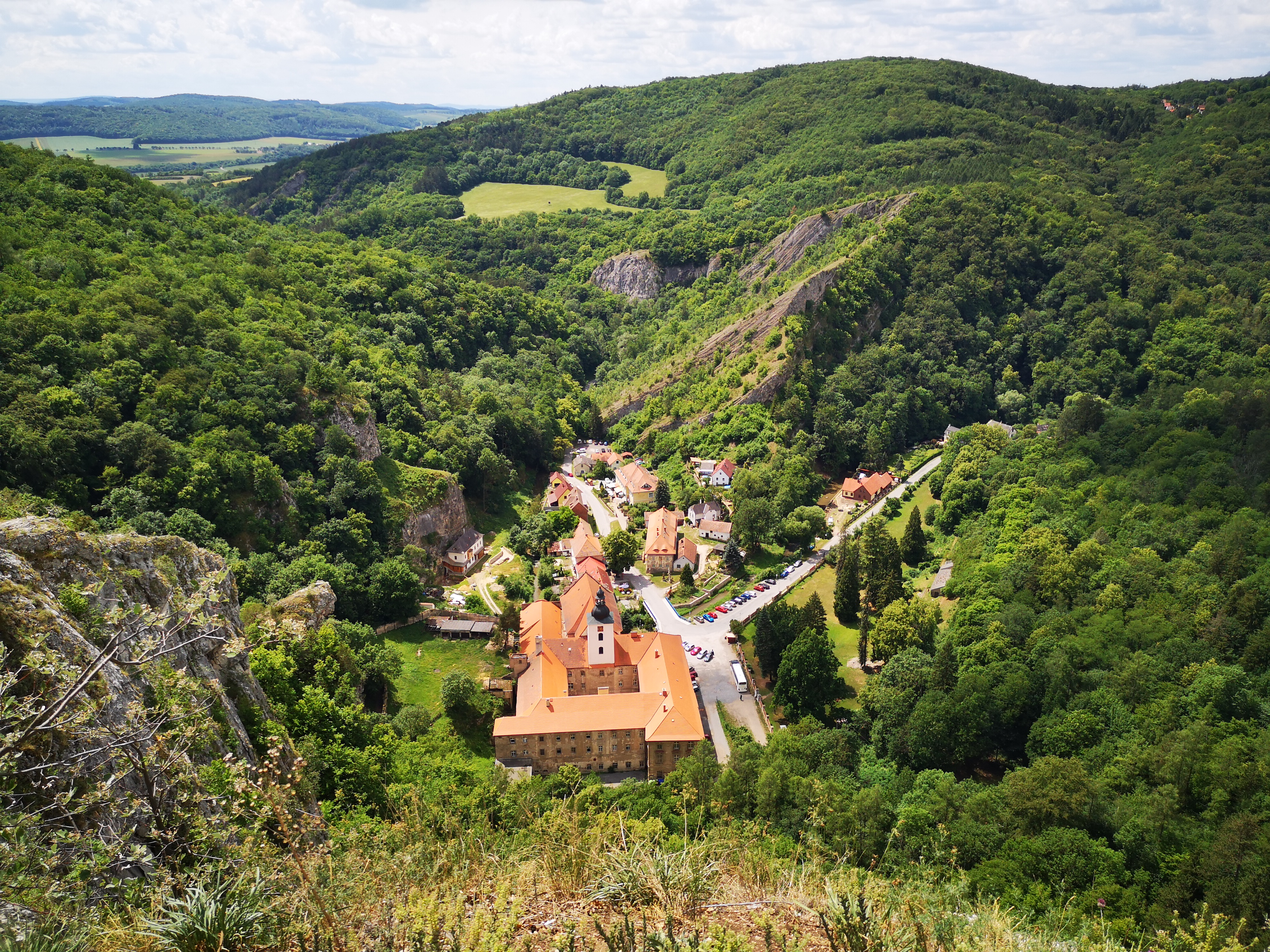
Svatý Jan pod Skalou

Svatý Jan pod Skalou (deutsch St. Johann unter dem Felsen) ist eine Gemeinde in Tschechien. Sie liegt im Středočeský kraj und gehört zum Okres Beroun. Sie ist vier Kilometer östlich von Beroun entfernt und ist ein Wallfahrtsort.

## Geographie
Svatý Jan pod Skalou liegt im Naturschutzgebiet Český kras (Böhmischer Karst) am Fluss Loděnice, der auch als Kačák bezeichnet wird. Nachbarorte sind Loděnice im Norden, Kozolupy und Bubovice im Osten, Mořina und Karlštejn im Südosten, Hostim im Süden, Beroun im Westen und Vráž im Nordwesten.

## Geschichte
Die erste Erwähnung von Svatý Jan pod Skalou erfolgte für das Jahr 1037, als der böhmische Herzog Břetislav I. die Kapelle Johannes des Täufers in der Höhle dem Benediktinerkloster Ostrov schenkte. In der Höhle soll im 9. Jahrhundert der heilige Iwan als Eremit gelebt haben, auf den die Bedeutung des Wallfahrtsortes zurückgeht. Das Kloster Ostrov errichtete hier 1310 eine Propstei, die – nachdem das Kloster Ostrov 1517 aufgelöst worden war – zu einer Abtei aufstieg. Diese wurde 1785 im Rahmen der Josephinischen Reformen aufgelöst.
Vom Bergbau im 20. Jahrhundert zeugt heute die Museumsbahn der Solvay-Steinbrüche.
Die Einwohnerentwicklung von Svatý Jan pod Skalou ist rückläufig: Für 1850 sind 603, für 1930 296 und für 1991 256 Einwohner nachgewiesen.

## Gemeindegliederung
Die Gemeinde Svatý Jan pod Skalou besteht aus den Ortsteilen Sedlec, Svatý Jan pod Skalou und Záhrabská.

## Sehenswürdigkeiten
- Das Kloster entstand Anfang des 16. Jahrhunderts. Die Klosterkirche St. Johannes wurde 1657–1661 nach Plänen des Baumeisters Carlo Lurago umgebaut und 1710 von Christoph Dientzenhofer mit einem neuen Gewölbe versehen. Das Altarbild „Die Begegnung Johannes des Täufers mit dem hl. Iwan“ schuf 1695 Johann Georg Heinsch.
- In den drei Höhlen südlich der Kirche wurden eingebaut:
  - die Kirche Johannes des Täufers mit gotischen und barocken Stilelementen sowie Wandmalereien aus dem 18. Jahrhundert
  - die Klosterkrypta von 1717 sowie
  - die alte stuckverzierte Marienkirche von 1657. Sie beherbergt Renaissance und Barockgräber.
- Die Prälatur, die an das vierflügelige Klostergebäude anschließt, wurde 1726–1731 nach Plänen von Kilian Ignaz Dientzenhofer errichtet.
- An der Stelle des angeblichen Zusammentreffens des hl. Iwan mit dem hl. Johannes dem Täufer entstand 1714 die barocke Heilig-Kreuz-Kapelle.
- Die neugotische Kapelle auf dem Ortsfriedhof wurde 1847–1849 von Architekt Bernhard Grueber für Maximilian Berger, dem Vorsitzenden des Bauvereins des Prager Nationaltheaters, errichtet. Die Kapelle beherbergt die Gruft der Familie Berger.